# Долине
До́лине (серб. Долине) — село в Сербії, відноситься до общини Каніжа Північно-Банатського округу автономного краю Воєводина.
Село розташоване на південний схід від села Ором.

## Населення
Населення села становить 366 осіб (2002, перепис), з них:
- угорці — 96,9%
- серби — 1,0%,

живуть також хорвати, румуни та югослави.